# 神奈川県第7区
神奈川県第7区（かながわけんだい7く）は、日本の衆議院議員総選挙における選挙区。1994年（平成6年）の公職選挙法改正で設置。

## 区域

### 現在の区域
2022年（令和4年）公職選挙法改正以降の区域は以下のとおりである。都筑区の19区への移行により、港北区だけとなり、日本で唯一の政令指定都市の単一行政区で構成される選挙区となった。
- 横浜市
  - 港北区

### 2017年から2022年までの区域
2017年（平成29年）公職選挙法改正から2022年の小選挙区改定までの区域は以下のとおりである。2017年に都筑区荏田地区が本区から8区に移行した。
- 横浜市
  - 港北区
  - 都筑区（荏田地区を除く）
    - あゆみが丘、池辺町、牛久保町、牛久保1〜3丁目、牛久保西1〜4丁目、牛久保東1〜3丁目、大熊町、大棚町、大棚西、折本町、加賀原1・2丁目、勝田町、勝田南1・2丁目、川向町、川和台、川和町、北山田1〜7丁目、葛が谷、佐江戸町、桜並木、新栄町、すみれが丘、高山、茅ケ崎町、茅ケ崎中央、茅ケ崎東1〜5丁目、茅ケ崎南1〜5丁目、中川1〜8丁目、中川中央1・2丁目、長坂、仲町台1〜5丁目、二の丸、早渕1〜3丁目、東方町、東山田町、東山田1〜4丁目、平台、富士見が丘、南山田町、南山田1〜3丁目、見花山

### 2002年から2017年までの区域
2002年（平成14年）公職選挙法改正から2017年の小選挙区改定までの区域は以下のとおりである。2002年に緑区は本区から8区へ移行した。
- 横浜市
  - 港北区
  - 都筑区

### 2002年以前の区域
1994年（平成6年）公職選挙法改正から2002年の小選挙区改定までの区域は以下のとおりである。
- 横浜市
  - 港北区
  - 緑区
  - 都筑区

## 歴史
中選挙区制時代には、全域が神奈川県第1区に属した。1994年（平成6年）の小選挙区設置後、2002年（平成14年）の区割り改正で現行の区域に改められた。
同選挙区は、東京・横浜両市街へ通勤・通学する住民が多いベッドタウン地区で人口増加が著しく、無党派層も多い。港北区は日本で2番目に人口の多い政令指定都市行政区である。
小選挙区制導入後は、中選挙区制時代からこの地域を地盤としていた自由民主党の鈴木恒夫が、民主党の首藤信彦らと競り合った。鈴木は2009年（平成21年）の第45回衆議院議員総選挙には出馬せず引退し、後継に比例南関東ブロックの前職・鈴木馨祐（同じ苗字だが恒夫との血縁関係はない）が立った。しかし、自民党への強い逆風もあり、鈴木は落選。首藤が同選挙区で2度目の当選を果たした。2012年（平成24年）の第46回衆議院議員総選挙では、民主党へ強い逆風が吹き、鈴木が票を伸ばし同選挙区で初めて当選した。首藤が前回の3分の1強の票しか獲得できず3位で落選したほか、他の候補も得票が伸びず、比例復活した候補者はいなかった。2014年（平成26年）も鈴木が当選した。2017年（平成29年）および2021年（令和3年）も鈴木が当選したが、立憲民主党より出馬した中谷一馬が比例復活した。2024年（令和6年）は中谷が当選し、鈴木は比例復活となった。

## 小選挙区選出議員
| 選挙名                 | 年     | 当選者   | 党派       |
| ---------------------- | ------ | -------- | ---------- |
| 第41回衆議院議員総選挙 | 1996年 | 鈴木恒夫 | 自由民主党 |
| 第42回衆議院議員総選挙 | 2000年 | 鈴木恒夫 | 自由民主党 |
| 第43回衆議院議員総選挙 | 2003年 | 首藤信彦 | 民主党     |
| 第44回衆議院議員総選挙 | 2005年 | 鈴木恒夫 | 自由民主党 |
| 第45回衆議院議員総選挙 | 2009年 | 首藤信彦 | 民主党     |
| 第46回衆議院議員総選挙 | 2012年 | 鈴木馨祐 | 自由民主党 |
| 第47回衆議院議員総選挙 | 2014年 | 鈴木馨祐 | 自由民主党 |
| 第48回衆議院議員総選挙 | 2017年 | 鈴木馨祐 | 自由民主党 |
| 第49回衆議院議員総選挙 | 2021年 | 鈴木馨祐 | 自由民主党 |
| 第50回衆議院議員総選挙 | 2024年 | 中谷一馬 | 立憲民主党 |

## 選挙結果
時の内閣：第1次石破内閣 解散日：2024年10月9日 公示日：2024年10月15日
当日有権者数：29万8795人 最終投票率：57.19%（前回比：0.39%） （全国投票率：53.85%（2.08%））
| 当落 | 候補者名   | 年齢 | 所属党派     | 新旧 | 得票数   | 得票率 | 惜敗率 | 推薦・支持 | 重複 |
| ---- | ---------- | ---- | ------------ | ---- | -------- | ------ | ------ | ---------- | ---- |
| 当   | 中谷一馬   | 41   | 立憲民主党   | 前   | 71,913票 | 43.42% | ――     |            | ○    |
| 比当 | 鈴木馨祐   | 47   | 自由民主党   | 前   | 61,337票 | 37.03% | 85.29% | 公明党推薦 | ○    |
|      | 宗像富次郎 | 63   | 日本維新の会 | 新   | 16,697票 | 10.08% | 23.22% |            | ○    |
|      | 大野拓夫   | 56   | 無所属       | 新   | 15,678票 | 9.47%  | 21.80% |            | ×    |

時の内閣：第1次岸田内閣 解散日：2021年10月14日 公示日：2021年10月19日
当日有権者数：44万9449人 最終投票率：57.58%（前回比：5.99%） （全国投票率：55.93%（2.25%））
| 当落 | 候補者名 | 年齢 | 所属党派   | 新旧 | 得票数    | 得票率 | 惜敗率 | 推薦・支持       | 重複 |
| ---- | -------- | ---- | ---------- | ---- | --------- | ------ | ------ | ---------------- | ---- |
| 当   | 鈴木馨祐 | 44   | 自由民主党 | 前   | 128,870票 | 50.86% | ――     | 公明党推薦       | ○    |
| 比当 | 中谷一馬 | 38   | 立憲民主党 | 前   | 124,524票 | 49.14% | 96.63% | れいわ新選組推薦 | ○    |

時の内閣：第3次安倍第3次改造内閣 解散日：2017年9月28日 公示日：2017年10月10日
当日有権者数：43万4882人 最終投票率：51.59%（前回比：2.29%） （全国投票率：53.68%（1.02%））
| 当落 | 候補者名 | 年齢 | 所属党派   | 新旧 | 得票数    | 得票率 | 惜敗率 | 推薦・支持       | 重複 |
| ---- | -------- | ---- | ---------- | ---- | --------- | ------ | ------ | ---------------- | ---- |
| 当   | 鈴木馨祐 | 40   | 自由民主党 | 前   | 103,324票 | 47.00% | ――     | 公明党推薦       | ○    |
| 比当 | 中谷一馬 | 34   | 立憲民主党 | 新   | 87,819票  | 39.95% | 84.99% |                  | ○    |
|      | 川野案   | 35   | 希望の党   | 新   | 28,685票  | 13.05% | 27.76% | 日本維新の会推薦 | ○    |

時の内閣：第2次安倍改造内閣 解散日：2014年11月21日 公示日：2014年12月2日
当日有権者数：43万3936人 最終投票率：53.88%（前回比：6.92%） （全国投票率：52.66%（6.66%））
| 当落 | 候補者名   | 年齢 | 所属党派   | 新旧 | 得票数    | 得票率 | 惜敗率 | 推薦・支持 | 重複 |
| ---- | ---------- | ---- | ---------- | ---- | --------- | ------ | ------ | ---------- | ---- |
| 当   | 鈴木馨祐   | 37   | 自由民主党 | 前   | 101,088票 | 44.38% | ――     | 公明党     | ○    |
|      | 中谷一馬   | 31   | 民主党     | 新   | 50,511票  | 22.17% | 49.97% |            | ○    |
|      | 豊田有希   | 39   | 維新の党   | 新   | 39,964票  | 17.54% | 39.53% |            | ○    |
|      | 大山奈々子 | 51   | 日本共産党 | 新   | 26,151票  | 11.48% | 25.87% |            |      |
|      | 松田学     | 57   | 次世代の党 | 前   | 10,073票  | 4.42%  | 9.96%  |            | ○    |

- 豊田は2015年の横浜市議会議員選挙（横浜市港北区選挙区）に無所属で立候補し当選。
- 大山は2015年の神奈川県議会議員選挙（横浜市港北区選挙区）に立候補し当選。
- 松田は第46回は比例南関東ブロックから立候補し当選（日本維新の会）。第22回参議院議員通常選挙に神奈川県選挙区からたちあがれ日本公認で立候補したが落選。第26回参議院議員通常選挙に比例区から参政党公認で立候補したが落選。

時の内閣：野田第3次改造内閣 解散日：2012年11月16日 公示日：2012年12月4日 最終投票率：68.5% （全国投票率：59.32%（9.96%））
| 当落 | 候補者名 | 年齢 | 所属党派     | 新旧 | 得票数    | 得票率 | 惜敗率 | 推薦・支持 | 重複 |
| ---- | -------- | ---- | ------------ | ---- | --------- | ------ | ------ | ---------- | ---- |
| 当   | 鈴木馨祐 | 35   | 自由民主党   | 元   | 105,920票 | 42.13% | ――     | 公明党     | ○    |
|      | 田中朝子 | 53   | みんなの党   | 新   | 58,380票  | 23.22% | 55.12% |            | ○    |
|      | 首藤信彦 | 67   | 民主党       | 前   | 53,958票  | 21.46% | 50.94% |            | ○    |
|      | 山崎誠   | 50   | 日本未来の党 | 前   | 20,743票  | 8.25%  | 19.58% | 新党大地   | ○    |
|      | 比嘉常一 | 54   | 日本共産党   | 新   | 12,422票  | 4.94%  | 11.73% |            |      |

- 田中は2013年の東京都議会議員選挙（杉並区選挙区）に立候補し当選。第22回参議院議員通常選挙に比例区から立候補したが落選。
- 首藤は第26回参議院議員通常選挙に神奈川県選挙区から共和党公認で立候補したが落選。
- 山崎は第45回は神奈川県第8区から立候補し比例復活（民主党）。第48回は比例東北ブロックから立候補し当選（立憲民主党）、第49回は神奈川県第5区から立候補し比例復活当選（立憲民主党）。

時の内閣：麻生内閣 解散日：2009年7月21日 公示日：2009年8月18日 最終投票率：68.5% （全国投票率：69.28%（1.77%））
| 当落 | 候補者名 | 年齢 | 所属党派   | 新旧 | 得票数    | 得票率 | 惜敗率 | 推薦・支持 | 重複 |
| ---- | -------- | ---- | ---------- | ---- | --------- | ------ | ------ | ---------- | ---- |
| 当   | 首藤信彦 | 64   | 民主党     | 元   | 157,070票 | 57.19% | ――     |            | ○    |
|      | 鈴木馨祐 | 32   | 自由民主党 | 前   | 109,844票 | 39.99% | 69.93% | 公明党     | ○    |
|      | 石井諭   | 49   | 幸福実現党 | 新   | 7,731票   | 2.81%  | 4.92%  |            |      |

- 鈴木馨祐は第44回は比例南関東ブロックから立候補し当選。前職・鈴木恒夫との血縁関係はない。

時の内閣：第2次小泉改造内閣 解散日：2005年8月8日 公示日：2005年8月30日 （全国投票率：67.51%（7.65%））
| 当落 | 候補者名 | 年齢 | 所属党派   | 新旧 | 得票数    | 得票率 | 惜敗率 | 推薦・支持 | 重複 |
| ---- | -------- | ---- | ---------- | ---- | --------- | ------ | ------ | ---------- | ---- |
| 当   | 鈴木恒夫 | 64   | 自由民主党 | 前   | 145,371票 | 57.06% | ――     |            | ○    |
|      | 首藤信彦 | 60   | 民主党     | 前   | 92,721票  | 36.39% | 63.78% |            | ○    |
|      | 比嘉常一 | 46   | 日本共産党 | 新   | 16,689票  | 6.55%  | 11.48% |            |      |

時の内閣：第1次小泉第2次改造内閣 解散日：2003年10月10日 公示日：2003年10月28日 （全国投票率：59.86%（2.63%））
| 当落 | 候補者名 | 年齢 | 所属党派   | 新旧 | 得票数   | 得票率 | 惜敗率 | 推薦・支持 | 重複 |
| ---- | -------- | ---- | ---------- | ---- | -------- | ------ | ------ | ---------- | ---- |
| 当   | 首藤信彦 | 58   | 民主党     | 前   | 96,479票 | 46.58% | ――     |            | ○    |
| 比当 | 鈴木恒夫 | 62   | 自由民主党 | 前   | 93,857票 | 45.31% | 97.28% |            | ○    |
|      | 松阪雅子 | 49   | 日本共産党 | 新   | 16,796票 | 8.11%  | 17.41% |            |      |

時の内閣：第1次森内閣 解散日：2000年6月2日 公示日：2000年6月13日 （全国投票率：62.49%（2.84%））
| 当落 | 候補者名 | 年齢 | 所属党派   | 新旧 | 得票数   | 得票率 | 惜敗率 | 推薦・支持 | 重複 |
| ---- | -------- | ---- | ---------- | ---- | -------- | ------ | ------ | ---------- | ---- |
| 当   | 鈴木恒夫 | 59   | 自由民主党 | 前   | 85,340票 | 32.26% | ――     |            | ○    |
| 比当 | 首藤信彦 | 55   | 民主党     | 新   | 80,189票 | 30.31% | 93.96% |            | ○    |
| 比当 | 樋高剛   | 34   | 自由党     | 新   | 37,827票 | 14.30% | 44.33% |            | ○    |
|      | 石原守   | 63   | 社会民主党 | 新   | 29,620票 | 11.20% | 34.71% |            | ○    |
|      | 佐藤邦男 | 44   | 日本共産党 | 新   | 26,861票 | 10.15% | 31.48% |            |      |
|      | 早川浩人 | 32   | 自由連合   | 新   | 4,697票  | 1.78%  | 5.50%  |            |      |

- 樋高は民由合併により、第43回から18区へ国替えした。

時の内閣：第1次橋本内閣 解散日：1996年9月27日 公示日：1996年10月8日 （全国投票率：59.65%（8.11%））
| 当落 | 候補者名 | 年齢 | 所属党派   | 新旧 | 得票数   | 得票率 | 惜敗率 | 推薦・支持 | 重複 |
| ---- | -------- | ---- | ---------- | ---- | -------- | ------ | ------ | ---------- | ---- |
| 当   | 鈴木恒夫 | 55   | 自由民主党 | 元   | 75,599票 | 33.84% | ――     |            | ○    |
|      | 鈴木照通 | 38   | 新進党     | 新   | 54,275票 | 24.29% | 71.79% |            |      |
|      | 首藤信彦 | 51   | 民主党     | 新   | 50,365票 | 22.54% | 66.62% |            |      |
|      | 高橋和十 | 67   | 日本共産党 | 新   | 28,811票 | 12.89% | 38.11% |            |      |
|      | 計屋圭宏 | 51   | 無所属     | 新   | 12,258票 | 5.49%  | 16.21% |            | ×    |
|      | 宮川喬   | 59   | 自由連合   | 新   | 2,120票  | 0.95%  | 2.80%  |            |      |

- 計屋は1993年の選挙では旧神奈川2区から出馬し、落選。この選挙後、民主党入りし、第42回では14区から出馬、第43回、第44回の選挙では10区から出馬した。